# Jesidische Bewegung für Reform und Fortschritt

Partei-Flagge

Die Jesidische Bewegung für Reform und Fortschritt (englisch Yazidi Movement for Reform and Progress, arabisch الحركة الحركة اليزيدية من اجل الاصلاح والتقدم) ist eine jesidische Partei im Irak. Die im November 2004 gegründete Partei repräsentiert die jesidische Gemeinschaft in der Ninive-Ebene. Sie nahm an der Wahl im Dezember 2005 teil und gewann 0,2 % der Stimmen, so erhielt sie einen Sitz im irakischen Parlament (von Amin Farhan Jejo gehalten). Die Partei gewann einen lokalen Gouvernement-Sitz in Ninawa bei den Wahlen im Januar 2005 und bei den Wahlen im Januar 2009. Die Partei vertritt jesidische Interessen, jesidischen Nationalismus und die ethno-religiöse Identität derjenigen Jesiden, die sich selbst nicht als Kurden identifizieren.